# CoinStats
 (juin 2023).
CoinStats est une plateforme de gestion de portefeuille de crypto-monnaies et de portefeuille DeFi fondée en 2017 par Narek Gevorgyan. La plateforme permet aux utilisateurs de gérer leurs portefeuilles de crypto-monnaies, de DeFi et de NFT à partir d'une seule application.

## Histoire
CoinStats a été fondé en 2017 et est basé à Erevan, en Arménie. Narek Gevorgyan est le fondateur et PDG de CoinStats, ainsi que cofondateur et conseiller en stratégie de l'entreprise de logiciels Inomma,.
En 2020, CoinStats s'est associé au fournisseur de paiements Mercuryo pour permettre les achats de crypto In-App avec des cartes de crédit,.
En mars 2021, CoinStats a levé 1,2 million de dollars dans cycle de financement Preseed. Le tour de table a été mené par Imperii Capital, Stefan Cohen et Jonathan Weiner,,.
En 2021, CoinStats a ajouté plusieurs fonctionnalités, notamment le suivi des NFT, CoinStats Wallet et la possibilité d'échanger sur des bourses décentralisées directement depuis la plateforme. En conséquence, CoinStats a connu une croissance importante, sa base d'utilisateurs ayant été multipliée par 8 pour atteindre 1 million d'utilisateurs actifs mensuels.
En 2022, la plateforme a lancé des fonctionnalités telles que CoinStats Earn, NFT Collection Cours-plancher Tracker, DeFi tracking, et CoinStats Midas. En outre, les fonctionnalités WalletConnect ont été ajoutées au portefeuille CoinStats.
En partenariat avec Unstoppable Domains en 2022, CoinStats a permis aux utilisateurs de connecter leur domaine NFT à CoinStats d'un simple clic.
En 2022, la société a également levé 3,2 millions de dollars dans le cadre d'un tour de table. Le tour de table a été mené par Hack VC d'Alex Pack, avec la participation de plusieurs autres fonds, notamment 6th Man Ventures de Mike Dudas,,,.